# Pilo Albertelli

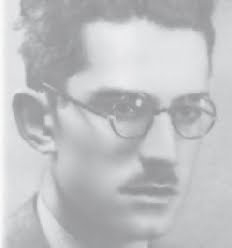
Pilo Albertelli

Pilo Albertelli (* 30. September 1907 in Parma; † 24. März 1944 in Rom) war ein italienischer Lehrer, Philosophiehistoriker und Partisan.

## Leben
Albertelli stammte aus einer Familie, die in Parma zuhause war. Sein Vater war Guido Albertelli (1867–1938), Ingenieur und reformsozialistischer Abgeordneter, seine Mutter Angela Gabrielli. Er hatte zwei Brüder, Nullo (1900–1968), ebenfalls Ingenieur und Mitarbeiter des Vaters, und Ippolito Nievo (1901–1938), einen berühmten Violoncellisten.
In den ersten Jahren des Faschismus in Italien entging der Vater knapp einem Attentat eines Aktionskommando aus Parma, durch das seine Wohnung und seine Werkstatt in Parma zerstört wurden. Dadurch war er gezwungen, mit seiner Familie nach Rom zu ziehen.
Der junge Albertelli begann in Rom ein Studium an der Facoltà di Lettere e Filosofia der Universität La Sapienza. Er gewann dort die Wertschätzung des Regimephilosophen Giovanni Gentile. Aufgrund seiner antifaschistischen Aktivitäten – er war überzeugter Antifaschist, aber anders als der Vater Liberalist und nicht Sozialist – wurde er 1928 festgenommen und zu fünf Jahren Verbannung verurteilt. Die Strafe wurde jedoch aufgrund der Intervention des Senators Vittorio Scialoja in eine weniger harte verschärfte Überwachung umgewandelt.
Nach dem Erwerb der Laurea in Lettere e Filosofia wurde Albertelli Lehrer für Geschichte und Philosophie am Liceo Classico Umberto I in Rom, das heute seinen Namen trägt. In dieser Zeit erarbeitete er wissenschaftliche Beiträge zur Geschichte der eleatischen Philosophen.
1942 gehörte er zu den Gründern des Partito d’Azione und beteiligte sich seit der nationalsozialistischen Besetzung vom 10. September 1943 auch an der Organisation der Brigate Giustizia e Libertà. Er war auch Mitglied des Comitato Militare des Corpo volontari della libertà. Am 20. September 1943 legte er zusammen mit Giovanni Ricci eine Mine mit schnellem Zünder in der Kaserne der Miliz in Parioli, die zahlreiche Tote und Verwundete verursachte und die erste Partisanenhandlung in Rom darstellte.
Am 1. März 1944 wurde er auf eine Denunziation hin wegen seiner Aktivitäten im italienischen Widerstand in Rom verhaftet. Er wurde in die Pensione Oltremare in der via Principe Amedeo in Rom verbracht und gefoltert, so dass sein Körper geschwächt war, aber nicht sein Geist. Die Folter konnte ihm nicht die Namen seiner Genossen entlocken, doch versuchte Albertelli zweimal, sich selbst umzubringen.
Am 20. März wurde er daher in das römische Gefängnis Regina Coeli verlegt und am 24. März, einen Tag nach dem Attentat in der Via Rasella, zusammen mit 335 weiteren Zivilisten beim Massaker in den Ardeatinischen Höhlen erschossen.

## Auszeichnungen
1947 erhielt er posthum die italienische Tapferkeitsmedaille in Gold (Medaglia d'oro al valor militare).
Die Städte Livorno, Roma und Parma haben ihm eine jede eine Straße und eine Schule gewidmet: die Primarschule Pilo Albertelli in Livorno und das Liceo classico Pilo Albertelli (das vormalige Liceo Umberto I) in Rom, in Parma gibt es schließlich das Istituto Comprensivo Albertelli-Newton. Im Zentrum von Parma ist eine Straße nach ihm und seinem Vater benannt (strada Guido e Pilo Albertelli).

## Schriften
- La dottrina parmenidea dell’essere. In: Annali della Reale Scuola Normale Superiore di Pisa, ser. II, 4, 1935, S. 327–334.
- Gli Eleati. Testimonianze e frammenti. Laterza, Bari 1939. Nachdruck Arno Press, New York 1976.
- Il problema morale nella filosofia di Platone. Rom 1939.
- Rousseau. Anonima Veritas, Rom 1951.